# Honza
Honza (Giovanni) è un personaggio ceco delle fiabe. Alcune volte chiamato Hloupý Honza (Giovanni lo Stupido) o Líný Honza (Giovanni il Pigro).
Nell'utilizzo originale, Líný Honza è il figlio pigro e inetto degli agricoltori del villaggio. I suoi genitori lo mandano "nel mondo" per prendersi cura di se stesso e fare esperienza. Sulla sua strada, incontra ostacoli apparentemente impossibili (spesso il drago) ma supera tutti loro in astuzia, tornando a casa con fama, ricchezza e una principessa come moglie.
Le volte che è chiamato Hloupý Honza (Giovanni lo Stupido), egli non è realmente stupido e in altre favole moderne egli perde anche altre caratteristiche negative.
Tali figure diventarono personificazione nazionale - spesso come l'indicazione del rispecchiamento del carattere nazionale dei cechi (la nazione era improvvisamente insorti, dalle classi basse, stenta ad affermarsi come entità indipendente).Il confronto fra Honza "lo stupido" con tanto di "senso comune" (in contrasto con le conoscenze acquisite attraverso lo studio) con l'aristocrazia ritratta attraverso principi che non sono in grado di superare gli ostacoli superati da Honza, potrebbe fare riferimento al fatto che per gran parte della storia (la maggior parte di essa) l'aristocrazia ceca fu separata dalla popolazione e spesso non realmente di nazionalità ceca (ma tedesca e austriaca).

## Esempi

### Letteratura
- Chytrý Honza z Čech (The clever Honza from Bohemia), collection ISBN 978-80-85606-05-8 [1]
- Český Honza (Czech Honza), collection, ISBN 978-80-242-1411-5

### Teatro
- How Simple Honza Went Out into the World

### Film
- Honza málem králem (EN) Honza málem králem, su IMDb, IMDb.com.
- Z pekla stestí ((EN) Z pekla stestí, su IMDb, IMDb.com.)
- O chytrém Honzovi aneb Jak se Honza stal králem ((EN) O chytrém Honzovi aneb Jak se Honza stal králem, su IMDb, IMDb.com.)
- Princové jsou na draka ((EN) Princové jsou na draka, su IMDb, IMDb.com.)